# Independența (gmina w okręgu Konstanca)
Independența – gmina w Rumunii, w okręgu Konstanca. Obejmuje miejscowości Independența, Fântâna Mare, Movila Verde, Olteni i Tufani. W 2011 roku liczyła 3121 mieszkańców.